# Єжово (Медведевський район)
Єжо́во (рос. Ежово, марій. Ежово) — село у складі Медведевського району Марій Ел, Росія. Адміністративний центр Єжовського сільського поселення.

## Населення
Населення — 1538 осіб (2010; 1747 у 2002).
Національний склад (станом на 2002 рік):
- лучні марійці — 44 %
- росіяни — 44 %